# A Rich Revenge
A Rich Revenge è un cortometraggio muto del 1910 diretto da David W. Griffith.

## Trama
Rifiutato dalla ragazza che vorrebbe sposare a favore di un altro, un giovanotto decide di vendicarsi irrorando di petrolio i campi del rivale per rovinarne il raccolto. Ma non ha pensato che tutto quel petrolio possa essere scambiato per un giacimento come in effetti accade, con uno speculatore pronto ad acquistare i terreni a un prezzo che renderà ricca la giovane coppia.

## Produzione
Il film fu prodotto dalla Biograph Company. Fu girato a Edendale, Silver Lake (Los Angeles).

## Distribuzione
Distribuito dalla Biograph Company, il film - un cortometraggio in una bobina conosciuto anche con il titolo completo A Rich Revenge: A Comedy of the California Oil Fields - uscì nelle sale cinematografiche statunitensi il 7 aprile 1910.
Una copia della pellicola è conservata al Mary Pickford Institute for Film Education.